# Морфология на растенията
Морфология на растенията – дял от ботаниката изучаващ външната структура на растенията видима с просто око или при неголямо увеличение. Това е в противовес на анатомията на растенията при която се изучава вътрешната структура и микроструктурата при което растението трябва да се разреже и често трябва да се използва микроскоп. Морфологията е полезна при визуалното идентифициране на живото растение.